# Wolfgang Fikentscher

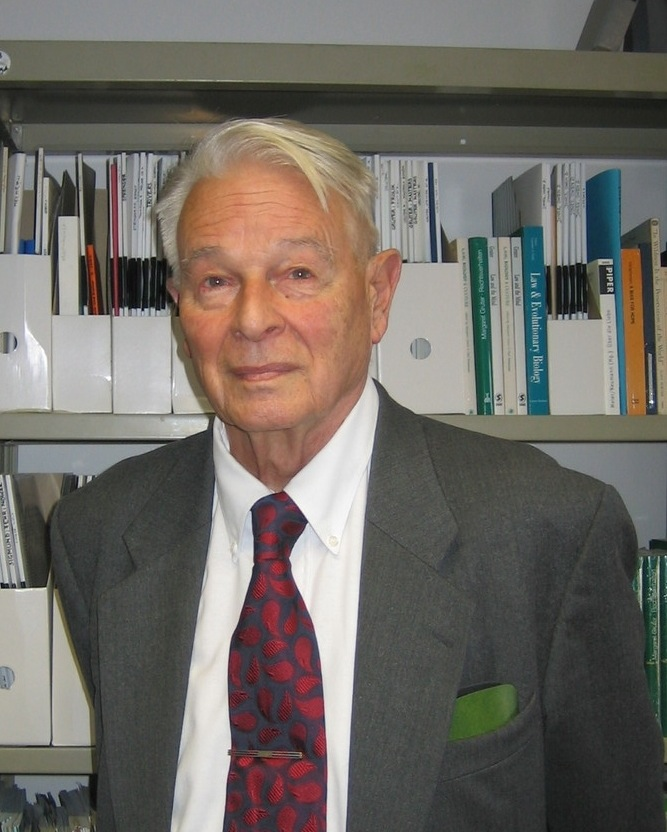
Wolfgang Fikentscher

Wolfgang Fikentscher (* 17. Mai 1928 in Nürnberg; † 12. März 2015 in Riederau am Ammersee) war ein deutscher Jurist und Rechtsanthropologe.

## Leben
Fikentscher absolvierte von 1947 bis 1950 ein Studium der Rechtswissenschaft an den Universitäten Erlangen und München. Während seines Studiums wurde er Mitglied des Akademischen Gesangvereins München im Sondershäuser Verband. Nach dem Ersten Staatsexamen begann er seinen beruflichen Werdegang als Mitarbeiter in der Rechtsabteilung der Firma Wacker Chemie (Burghausen/München), damals unter Alliierter Kontrolle der I.G. Farben. 1952 promovierte er zum Dr. jur. an der LMU in München bei Alfred Hueck zum Thema Arbeitskampfrecht. Anschließend erwarb er in drei Semestern an der University of Michigan Law School den Master of Laws in Ann Arbor, wo er sich vor allem mit dem Antitrust-Recht befasste. Parallel zum Referendariat lehrte er Arbeitsrecht an DGB-Gewerkschaftsschulen (Kochel, Niederpöcking), 1956 legte er in München das Zweite Staatsexamen ab. Ebendort habilitierte er sich 1957 bei Hueck und Eugen Ulmer mit der Habilitationsschrift „Wettbewerb und gewerblicher Rechtsschutz“ und erhielt die Lehrbefugnis für Zivil-, Handels- und Arbeitsrecht sowie Rechtsvergleichung. Anschließend ging er gerade mal 30-jährig zunächst als Privatdozent an die Westfälische Wilhelms-Universität (WWU) in Münster und nahm dort 1958 einen Ruf auf ein Ordinariat für Zivil-, Handels- und Gesellschaftsrecht, Internationales Privatrecht sowie Rechtsvergleichung an. Zudem war er Direktor des dortigen Instituts für Rechtsvergleichung. Im akademischen Jahr 1963/64 war er Dekan, anschließend Prodekan der Rechtswissenschaftlichen Fakultät der WWU.
1965 folgte er einem Ruf an die Universität Tübingen, wo er Zivilrecht, Europarecht, Internationales Privatrecht und Rechtsvergleichung lehrte. In Tübingen veranlasste ihn der Dialog mit kritischen Studierenden zu einer wissenschaftlichen Auseinandersetzung mit dem Marxismus-Leninismus, gegen dessen Wirtschafts- und Gesellschaftslehre er die freiheitliche Ordnung verteidigte. Fikentscher wechselte 1971 an die Ludwig-Maximilians-Universität München (LMU), wo er bis zu seiner Emeritierung 1996 den Lehrstuhl für Bürgerliches und Handelsrecht, Gewerblichen Rechtsschutz und Urheberrecht sowie Privatrechtsvergleichung innehatte. Auch als Emeritus hatte er bis zu seinem Tod einen Lehrauftrag an der Münchner Juristischen Fakultät, von 1996 bis 2000 lehrte er auch an der University of California School of Law at Berkeley in den USA Rechtsanthropologie. Dieses Fach, dem schon lange seine ganze Leidenschaft gehörte, unterrichtete er bis kurz vor seinem Ableben an der Universität München.
Zudem war Fikentscher seit 1972 auswärtiges wissenschaftliches Mitglied des Max-Planck-Instituts für Immaterialgüter- und Wettbewerbsrecht. 1977 wurde er als ordentliches Mitglied in die Philosophisch-historische Klasse der Bayerischen Akademie der Wissenschaften gewählt, deren Kommission für kulturanthropologische Studien er über viele Jahre leitete. 1994 erhielt er gemeinsam mit seinem Freund, dem US-amerikanischen Ökonomen Robert D. Cooter von der University of California, Berkeley, für seine kulturanthropologischen Studien den Max-Planck-Forschungspreis. Fikentscher war Träger des Bundesverdienstkreuzes 1. Klasse und des Bayerischen Verdienstordens. 1995 erhielt er den Doktor juris honoris causa der Universität Zürich. 1998 ehrten ihn seine Schüler und Kollegen zu seinem 70. Geburtstag mit einer umfangreichen Festschrift
Mitgliedschaften, Fellowships: Humanwissenschaftliches Zentrum der LMU (München); Parmenides Foundation for the Study in the Humanities and Social Sciences (München); Netherlands Institute for Advanced Study in the Social Sciences (NIAS), Wassenaar (Niederlande) 1971/72; Santa Fe-Institute, Santa Fe, New Mexico (1992/3, 1995/6, 2002); Gruter Institute for Law and Behavioral Research (seit 1992).
Gastprofessuren: Georgetown University Law Center (1962, 1966); University of Michigan School of Law, Ann Arbor (1966, 1987); Yale University Law School und Department of Anthropology (1986); Universität Nanjing (1993); University of California School of Law at Berkeley (1980/1, 1988, 1992, 1996–2000).
Fikentscher war mit Irmgard Fikentscher, geb. van der Berge, verheiratet, hatte vier Kinder und vier Enkelkinder.

## Werk
Schwerpunkte seiner wissenschaftlichen Arbeit waren das Immaterialgüterrecht, das Wettbewerbsrecht, die Rechtsvergleichung und die Rechtsanthropologie. Die ungeheure thematische Breite und der Tiefgang des wissenschaftlichen Schaffens Wolfgang Fikentschers verblüffen. Durch eine humanistische Bildung, die Wirren des Krieges und die Erfahrungen des Nationalsozialismus geprägt, gehörte er zu den ersten jungen Juristen, die sich zum Ziele setzten, im Nachkriegsdeutschland eine neue, freie und gerechte Gesellschaft aufzubauen. So fand er zunächst seine Berufung im Kartellrecht, dessen Entstehung und Fortentwicklung in Deutschland und Europa er wesentliche beeinflusste. Von der mit seinem Schwager Knut Borchardt verfassten Schrift „Wettbewerb, Wettbewerbsbeschränkung, Marktbeherrschung“ sowie seiner Habilitationsschrift heißt es bei seinem Freund Richard Buxbaum, dass sie die Fundamente des modernen europäischen Wettbewerbsrechts gelegt hätten. Viel zitiert ist sein doppelbändiges „Wirtschaftsrecht“, das nicht nur das deutsche und europäische, sondern auch das internationale Recht abdeckt. In der ordoliberalen Tradition stehend, waren die Freiheit des Einzelnen und Sozialstaatlichkeit für Wolfgang Fikentscher kein Widerspruch. Das Kartellrecht sah er als die Grundlage des Sozialstaates an und bemühte sich deshalb nach Kräften, die Wettbewerbsordnung auch international als Grundlage für die globalisierte Wirtschaft zu verankern. So wurden schon seine frühen Ideen richtungweisend für Antworten auf die später geäußerte berechtigte Globalisierungskritik. Bereits in den 1980er Jahren beteiligte sich Wolfgang Fikentscher als Ratgeber der UNCTAD an der Vorbereitung des Code of Conduct on Transfer of Technology. Die Ende der 1980er Jahre eingeläuteten Verhandlungen über die Reform des Welthandelssystems veranlassten ihn, eine internationale Gruppe von Kartellrechtswissenschaftlern zusammenzurufen, mit der er schließlich 1993, am Vorabend des Abschlusses des Abkommens zur Gründung der Welthandelsorganisation (WTO), einen Entwurf für ein Abkommen zu einem internationalen Kartellrecht (Draft International Antitrust Code) vorlegte. Der Abschluss eines solchen Abkommens lässt bis heute auf sich warten; der Draft ist jedoch bis heute wissenschaftlicher Maßstab für ein zukünftiges Weltkartellrecht geblieben. Seine Veröffentlichungen zum Kartellrecht und zum internationalen Wirtschaftsrecht waren einflussreich auf die deutsche, griechische und taiwanesische (RoC) Gesetzgebung und Rechtslehre (VR China). Trotz seiner Hingabe zum Wirtschaftsrecht war Wolfgang Fikentscher auch einer der bekanntesten Zivilrechtswissenschaftler Deutschlands. Die Studierenden kennen ihn vor allem durch das seit 1965 in 12 Auflagen erschienene Lehrbuch zum Schuldrecht(zuletzt zusammen mit seinem Schüler Andreas Heinemann).
Wolfgang Fikentschers Freiheitsverständnis erklärt auch sein Bestreben, die Denkweisen des Anderen nachvollziehen zu können. Dies hat ihn in seinem fünfbändigen Werk „Methoden des Rechts“ (1975–1977) zu einer Vertiefung in der Rechtsvergleichung geführt. Später hat Fikentscher in erster Linie zu dem in Deutschland eher unbekannten Gebiet der Rechtsanthropologie geforscht. Unter Bezugnahme auf Feldforschung, etwa bei Indianern (insb. Pueblobewohnern in New Mexico und Arizona, USA) und taiwanesischen Ureinwohnern, versuchte Fikentscher, Grundaxiome menschlichen Rechts- und Wirtschaftsdenkens zu ermitteln. Es war für ihn nur ein kleiner Schritt zur geliebten Rechtsanthropologie, aber ein großer Schritt, um die Grenzen der traditionellen Rechtswissenschaften zu überwinden. Für sein Werk „Modes of Thought“ (1995) musste er erst einen risikobereiten Verlag finden. Die spätere Bitte des Verlegers um eine Zweitauflage bereitete Wolfgang Fikentscher große Freude. Die Bekanntschaft mit Margret Gruter hat ihn schließlich auch die Grenzen des Rechts zur Biologie überschreiten lassen. Wolfgang Fikentscher wollte nicht nur verstehen, wie Menschen denken, sondern wieso sie in einer bestimmten Weise denken und handeln. So trifft der Weltwirtschaftsrechtler den Anthropologen: Eine rechtliche Ordnung für die globalisierte Wirtschaft darf nicht nur gleichmachen, sondern muss die unterschiedlichen kulturellen und biologisch geprägten Traditionen, Denkweisen und Bedürfnisse der Menschen zur Kenntnis nehmen. Einen Niederschlag gefunden hat diese Auffassung u. a. in seiner Monographie „Culture, Law and Economics“, die auf seine rechtsanthropologischen Vorlesungen an der University of California (Berkley) zurückgeht. Beseelt durch dieselbe Überzeugung, schlug er noch im Jahre 2013 in dem Werk „FairEconomy“ (zusammen mit Philipp Hacker und Rupprecht Podszun) einen alternativen Weg zur Lösung der Weltwirtschafts- und Finanzkrise vor. In einem seiner letzten Werke verwendet Fikentscher den Begriff des „neuen Achsenzeitalters“ zur Beschreibung der Zustände auf der Welt. Noch kurz vor seinem Ableben arbeitete er intensiv an einer Kritik an den Verhandlungen über das transatlantische Freihandelsabkommen zwischen den USA und der EU (TTIP) und hat sich bis zuletzt besonders für die Lehre der Rechtsanthropologie engagiert. Ein Teil seiner äußert umfangreichen Bibliothek wurde durch die Familie der Universität Augsburg zur Verfügung gestellt.

## Schriften
- Fair Economy: Crises, Culture, Competition and the Role of Law (mit Philipp Hacker und Rupprecht Podszun). Heidelberg/New York 2013: Springer
- Law and Anthropology. München 2009: C.H.Beck & Bayerische Akademie der Wissenschaft
- Modes of Thought. 2. Aufl. Tübingen 2004: Mohr Siebeck
- Culture, Law and Economics: Three Berkeley Lectures (Münchener Schriften zum Europäischen und Internationalen Kartellrecht, Vol. 6) Bern und Durham 2004: Stämpfli & Carolina Academic Press
- Die Freiheit und ihr Paradox, Gräfelfing 1997: Resch
- Demokratie, eine Einführung, München 1993: Piper
- Wirtschaftsrecht, Band I: Weltwirtschaftsrecht, Europäisches Wirtschaftsrecht; Band II: Deutsches Wirtschaftsrecht. München 1983: C.H. Beck (Übersetzung ins Chinesische, Beijing 2010 von Zhang Shiming)
- Methoden des Rechts in vergleichender Darstellung. Band 1–5, Tübingen 1975–1977: Mohr Siebeck
- Zur politischen Kritik an Marxismus und Neomarxismus als ideologischen Grundlagen der Studentenunruhen 1965/69. (= Recht und Staat in Geschichte und Gegenwart. Heft 392/393) J.C.B. Mohr (Paul Siebeck), Tübingen 1971.
- Wettbewerb und gewerblicher Rechtsschutz, München 1958: C.H. Beck
- A Theory of Legal Monopolies, LL.M. Paper, University of Michigan, Ann Arbor, Michigan/USA 1953
- Schadensersatz aus rechtswidrigem Streik, unter besonderer Berücksichtigung des politischen Streiks, ungedr. Diss. München 1952